# Kjartan Fløgstad
Kjartan Fløgstad, född 7 juni 1944 i Sauda i Rogaland, är en norsk författare som skriver på nynorska.

## Biografi

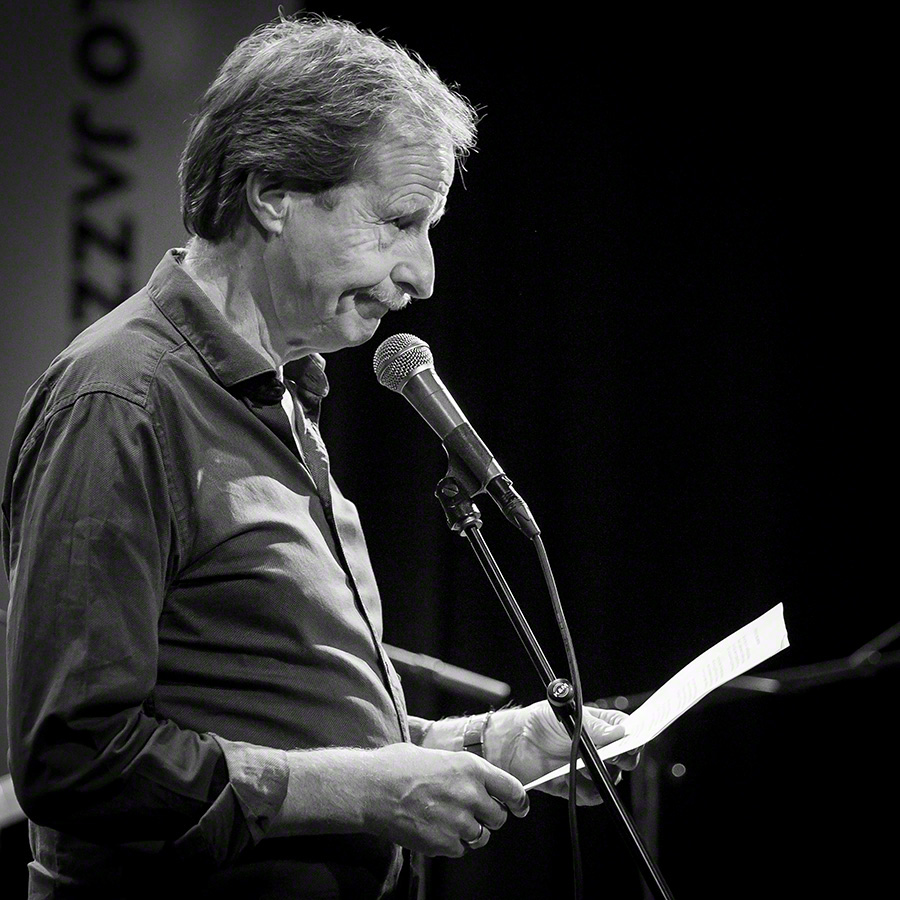
Kjartan Fløgstad under Oslo Jazzfestival 2016

Fløgstad studerade litteratur- och språkvetenskap vid Universitetet i Bergen. Därefter arbetade han en period som industriarbetare och sjöman innan han debuterade som lyriker med diktsamlingen Valfart 1968.
Som prosaförfattare debuterade Fløgstad 1970 med Den hemmelege jubel. 1972 kom novellsamlingen Fangliner, där han låter sjöfolk och skiftarbetare i den tunga industrin komma till tals på sitt eget språk, och författarens marxistiska grundsyn blir tydlig.
Genombrottet kom 1977 med romanen Dalen Portland. Här följer han utvecklingen av det norska industrisamhället genom två generationer i efterkrigstiden. I Fyr og flamme är det snarare avvecklingen av industrisamhället som skildras, där den sista generationen förlorar sin klasstillhörighet och slutar i rastlöshet och inre tomhet.
I romanen Kniven på strupen från 1992 är hela handlingen förlagd till samtiden, och romanen är en stram satir över yuppietiden, urbaniseringen och postmodernismen. Flera av hans böcker handlar om personer som rör sig i lagens utkant eller på fel sida lagen, som "terroristromanen" Fimbul. Dessutom har han skrivit två renodlade kriminalromaner under pseudonymen K. Villun.
Fløgstad har varit en aktiv kulturdebattör och essäist. På samma sätt som romanerna demonstrerar essäistiken ett tvetydigt förhållande till norsk industrikultur å ena sidan och internationell kulturindustri å den andra. Han har skrivit en biografi om diktaren Claes Gill, reseskildringar från Latinamerika, om norska utvandrare till Sydamerika och har dessutom tolkat latinamerikanska poeter. Arbeidets lys är en analys av den tunga industrin i Sauda, och i Osloprosessen tar han sig an sprickan mellan huvudstadens självbild och stadens avtagande betydelse för landets värderingar. Med Brennbart kastar han sig in i debatten om förhållandet mellan nynorskrörelsen (no. målrørsla) och Nasjonal Samling (NS) med den ståndpunkten att norskhetsrörelsen i mellankrigstiden hellre skyddade NS än drogs till nationalsocialismen. Han angrep historikern Hans Fredrik Dahl och Riksmålsforbundet för att medvetet förfalska historien. Fløgstads utspel kritiserades av många, bland andra Finn-Erik Vinje.
Fløgstad odlar en särpräglad stil i romanerna såväl som i sakprosan; han blandar språk från olika stilnivåer, leker med ord och alluderar på andra texter och filmer. Han är en av de främst representanterna för magisk realism på norska, och realistiska handlingsförlopp kan plötsligt övergå i fantasi.

## Priser och utmärkelser
- 1975 – Aschehougpriset
- 1978 – Nordiska rådets litteraturpris för Dalen Portland
- 1980 – Kritikerpriset för Fyr og flamme
- 1981 – Melsom-priset
- 1983 – Nynorsk litteraturpris för U3
- 1984 – Stavanger Aftenblads kulturpris
- 1986 – Nynorsk litteraturpris för Det 7. klima
- 1991 – Gyldendals legat
- 1997 – Doblougska priset
- 1998 – Bragepriset för Kron og mynt
- 1998 – Gyldendalpriset
- 2003 – Edvard-prisen i klassen text till musik för Slak line
- 2004 –  Bernardo O'Higgins-orden, tilldelad av Chiles regering
- 2006 – Kritikerpriset
- 2006 – P2-lyssnarnas romanpris för  Grand Manila
- 2008 – Brageprisets hederspris
- 2009 – Nynorsk litteraturpris för Grense Jakobselv